# A giao

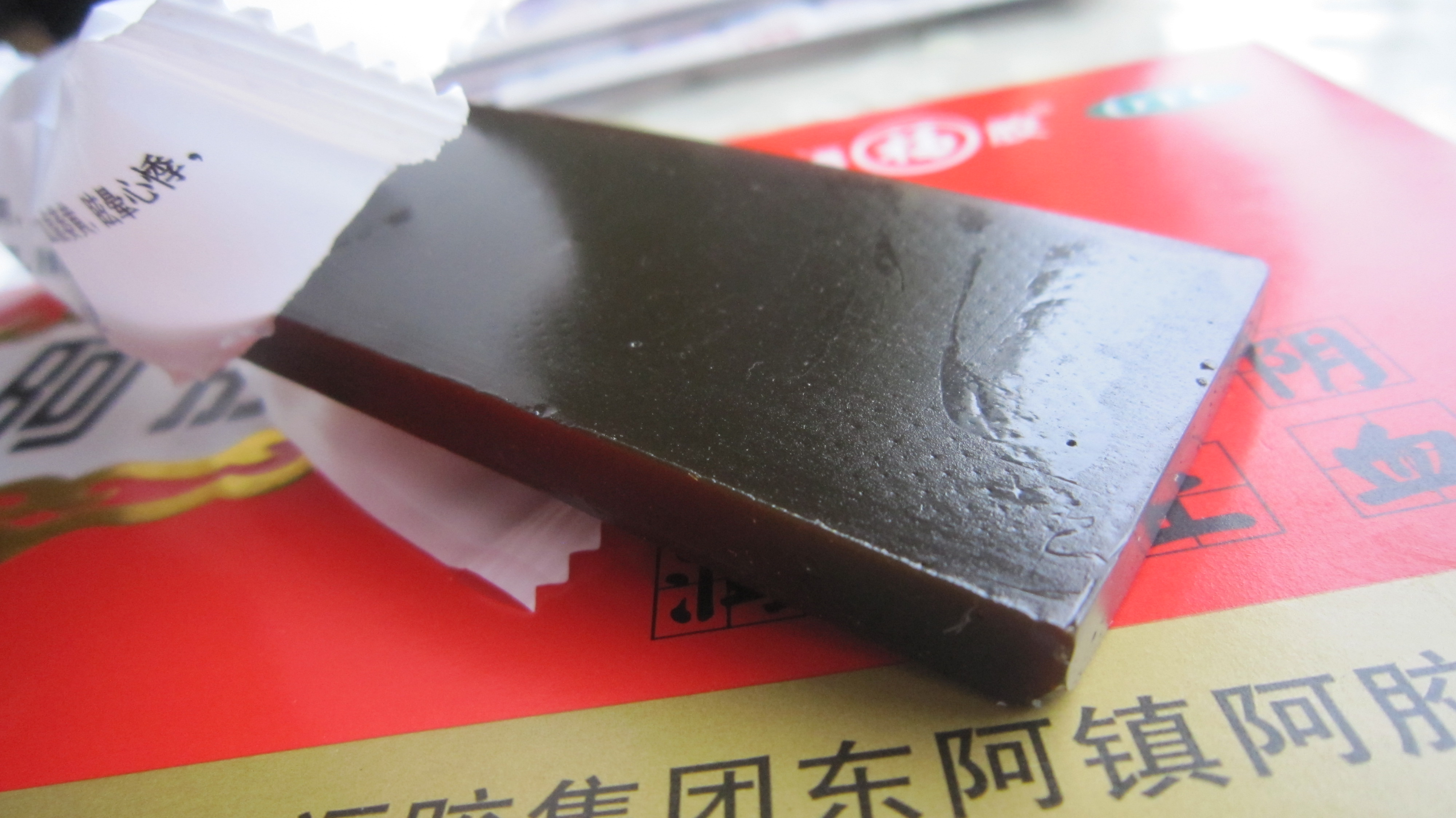
Một miếng A Giao

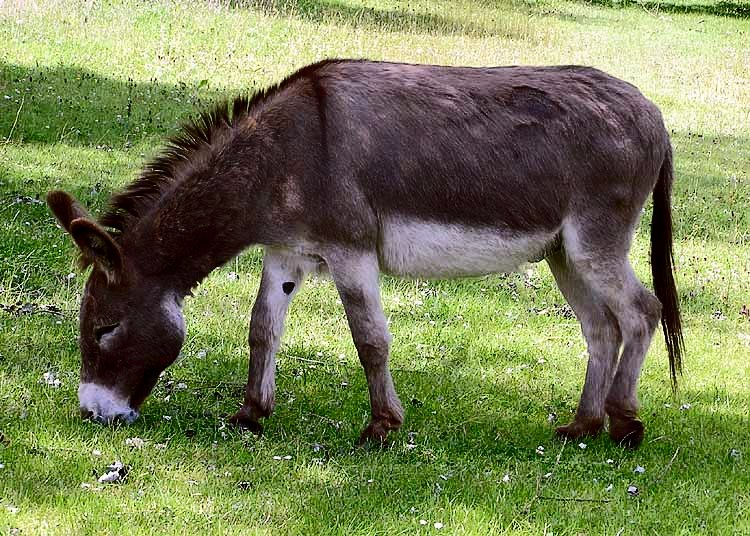
Con lừa, da lừa là nguyên liệu chính để nấu A Giao

A Giao (chữ Hán giản thể 阿胶, phồn thể 阿膠) trong tiếng Việt còn gọi cao/ keo da lừa, là một loại thuốc truyền thống của Trung Quốc.
Trong tiếng Trung A Giao có nhiều tiên gọi như A giao nhân, A tỉnh giao, A tỉnh lư bì giao, Bồ hoàng sao A giao (Theo cuốn Trung Quốc Dược Học Đại Từ điển), Bì giao, Bồn giao, Hiển minh bả, Ô giao, Phó tri giao, Phú bồn giao (Theo cuốn Hòa Hán Dược Khảo), Cáp sao a giao, Châu a giao, Hắc lư bì giao, Sao a giao, Sao a giao châu, Thanh a giao, Thượng a giao, Trần a giao (Theo cuốn Đông Dược học Thiết Yếu), Lư bì giao (Theo cuốn Thiên Kim).

## Nấu cao
A giao được nấu vào cuối thu và mùa đông (từ cuối vụ mùa cho đến đầu tháng 3). A giao được nấu bằng cách ninh nhừ da lừa lấy nước chiết xuất gelatin, thời gian nấu đến 3 ngày 3 đêm.
A Giao được nấu chủ yếu ở một số tỉnh như Giang Tô, Chiết Giang, Sơn Đông. Huyên Đông A, tỉnh Sơn Đông chính là xuất xứ của cái tên A Giao (nghĩa đen là keo huyện A). Trước kia theo quan niệm của người Trung Quốc thì muốn chế a giao chất lượng tốt bên cạnh chọn loại da của con lừa già thì cần phải dùng nước từ giếng A Tỉnh. A Tỉnh, nay ở 30 dặm về phía Đông - Bắc huyện Dương Cốc, phủ Đoài Châu tỉnh Sơn Đông (huyện Đông A xưa) nơi đó là cấm địa của quan ở.
Thường A giao được làm dưới dạng miếng keo hình chữ nhật, mầu nâu đen, bóng, nhẵn và cứng. Khi trời nóng thì mềm, dẻo, trời khô thì dòn, dễ vỡ, trời ẩm thì hơi mềm.
Do da lừa tương đối hiếm nên có khá nhiều loại cao giả nấu bằng da la, ngựa, lạc đà, lợn, thậm chí là giày da cũ, phối một ít da lừa thật vào để đánh lừa người mua.
Từ thế kỷ 21, việc nấu a giao gặp vấn đề nguồn cung cấp da lừa thật vì ngày càng ít người nuôi lừa, trong khi nhu cầu sử dụng ngày càng cao đã dẫn đến giá da lừa trở lên rất đắt đỏ. Xu hướng này còn do chính sách cấm nhập khẩu da động vật của Trung Quốc.
Vào khoảng những năm 2015, giá lừa tăng cao đột biến do nhu cầu của Trung Quốc. Uganda, Tanzania, Botswana, Niger, Burkina Faso, Mali, và Senegal đã cấm xuất khẩu lừa sang Trung Quốc

## Tác dụng y học
Các sách y học cổ truyền Trung Quốc liệt kê rất nhiều công dụng của A giao như ich khí, an thai. Trị lưng, bụng đau, tay chân đau nhức, lao nhọc gây ra chứng giống như sốt rét, rong huyết, dưỡng Can khí. Trị bụng dưới đau, hư lao, gầy ốm, âm khí không đủ, chân đau không đứng được; làm mạnh gân xương, ích khí, chỉ lỵ; trị đại phong; tiêu tích, trị các chứng phong độc, khớp xương đau nhức, giải độc rượu; trị các chứng phong, mũi chảy nước, nôn ra máu, tiêu ra máu, lỵ ra máu, băng trung, đới hạ; hòa huyết, tư âm, trừ phong, nhuận táo, lợi tiểu tiện, điều đại trường. Trị nôn ra máu, chảy máu cam, tiểu buốt, tiểu ra máu, tiêu ra máu, lỵ, phụ nữ bị các chứng về huyết gây ra đau, huyết khô, kinh nguyệt không đều, không có con, đới hạ, các chứng trước khi có thai và sau khi sinh, khớp xương đau nhức, phù thũng, hư lao, ho suyễn cấp, ho khạc ra máu, ung nhọt thủng độc; làm mạnh gân cơ, sáp tinh, cố thận, trị lưng đau do nội thương; tư âm, dưỡng huyết, nhuận phế, chỉ huyết (cầm máu), an thai...